# Caroline Walerud
Caroline Walerud, född 19 juni 1990, är en svensk entreprenör. Hon är en av grundarna till Volumental, ett företag som jobbar med att ta fram 3D-teknik för vardagsanvändning. 2016 slutade hon som VD på företaget och jobbar sedan som arbetande styrelseordförande.

## Karriär
Efter att ha studerat naturvetenskap i tre år på universitetet i Cambridge återvände hon till Sverige.  Hon mötte då grundarna av forskningsprojektet Kinect@Home, som studerade möjligheterna med utökad användning av teknik i djupseende kameror, och senare blev till Volumental. Företaget har bland annat skapat hård- och mjukvara för snabb och precis mätning av fötter för att kunna återge exakta skostorlekar och rekommendationer. 2016 startades familjeföretaget Walerud Ventures, ett riskkapitalbolag där Caroline är partner. Företaget investerar och hjälper bygga bolag kopplade till ny teknik.

## Övriga åtaganden
Som erfaren entreprenör är Walerud medlem och aktiv i Prins Daniels Fellowship, där hon föreläser och är med i runda-bords-diskussioner på skolor runt om i landet. Hon arbetar även med strategi på Sting - Stockholm Innovation & Growth, inkubator och forum för klimatet för startups i Stockholm. Under 2017 var Caroline en av jurymedlemmarna i Swedbanks startup-tävling "Rivstart", tillsammans med bland annat Jan Eliasson och Birgitte Bonnesen.

## Utmärkelser
- 2016 blev Walerud listad av Forbes 30 under 30 Europe för e-handel.[8]
- 2013 utsåg Veckans Affärer henne till nummer ett på listan över årets supertalanger.[9]